# Agaete
Agaete est une commune de la communauté autonome des Îles Canaries en Espagne.
Elle est située au nord-ouest de l'île de Grande Canarie dans la province de Las Palmas.

## Géographie

### Localisation

Localisation de l'île de Grande Canarie dans les Îles Canaries.
Localisation d'Agaete dans l'île de Grande Canarie.

|                  | Gáldar   |        |
| Océan Atlantique | Agaete   | Gáldar |
|                  | Artenara |        |

### Transports
- Route Puerto Rico - Gáldar

## Démographie
| Année | Population | Densité    |
| ----- | ---------- | ---------- |
| 1991  | 5.269      | 115,8/km²  |
| 1996  | 6.028      | 132,48/km² |
| 2001  | 5.202      | 113,08/km² |
| 2002  | 5.649      | 124,15/km² |
| 2003  | 5.635      | 123,85/km² |
| 2004  | 5.511      | 122,2/km²  |
| 2009  | 5.782      | 127,08/km² |